# Parmen Petrowitsch Sabello

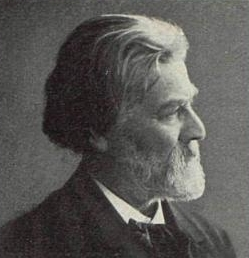
Parmen Petrowitsch Sabello

Parmen Petrowitsch Sabello (russisch Пармен Петрович Забелло; * 28. Julijul. / 9. August 1830greg. im Dorf Monastyryschtsche, Ujesd Nischyn; † 25. Februar 1917 in Lausanne) war ein russischer Bildhauer.

## Leben
Sabello stammte aus einer Adelsfamilie. Er besuchte in St. Petersburg die Petrischule und in Kiew das 1. Gymnasium.
1850 begann Sabello in St. Petersburg das Studium an der Kaiserlichen Akademie der Künste. Er erhielt für seine Erfolge im Modellieren 1853 zwei kleine Silbermedaillen. 1857 schloss er das Studium als Nichtklassischer Künstler ab.
Sabello wurde zur Fortbildung auf eigene Kosten nach Italien geschickt. Er verbrachte dort 8 Jahre und arbeitete hauptsächlich in Rom und Florenz. Er schuf die Marmor-Statuen Najade (für einen Brunnen im Auftrag der Kaiserin Alexandra Fjodorowna), Rebekka am Brunnen, Tatjana (aus Alexander Puschkins Versroman Eugen Onegin) und Leid (für den Grabstein der Gräfin Tyschkewitsch in Nizza) sowie Porträt-Büsten und Basreliefs. Für vier Porträts von Mitgliedern der Familie Kotschubei wurde Sabello von der Kaiserlichen Akademie der Künste 1869 zum Akademiker ernannt.
1872 kehrte Sabello nach Russland zurück und ließ sich in St. Petersburg nieder. Er lehrte Zeichnen und Entwerfen an der privaten Gurewitsch-Schule. Er schuf Büsten, Statuen und Grabsteine.
Sabello war mit Josephina Ljudowikowna geborene Bové verheiratet und hatte einen Sohn Georgi (1864–1946), der Generalkonsul in Rom wurde.

## Werke (Auswahl)

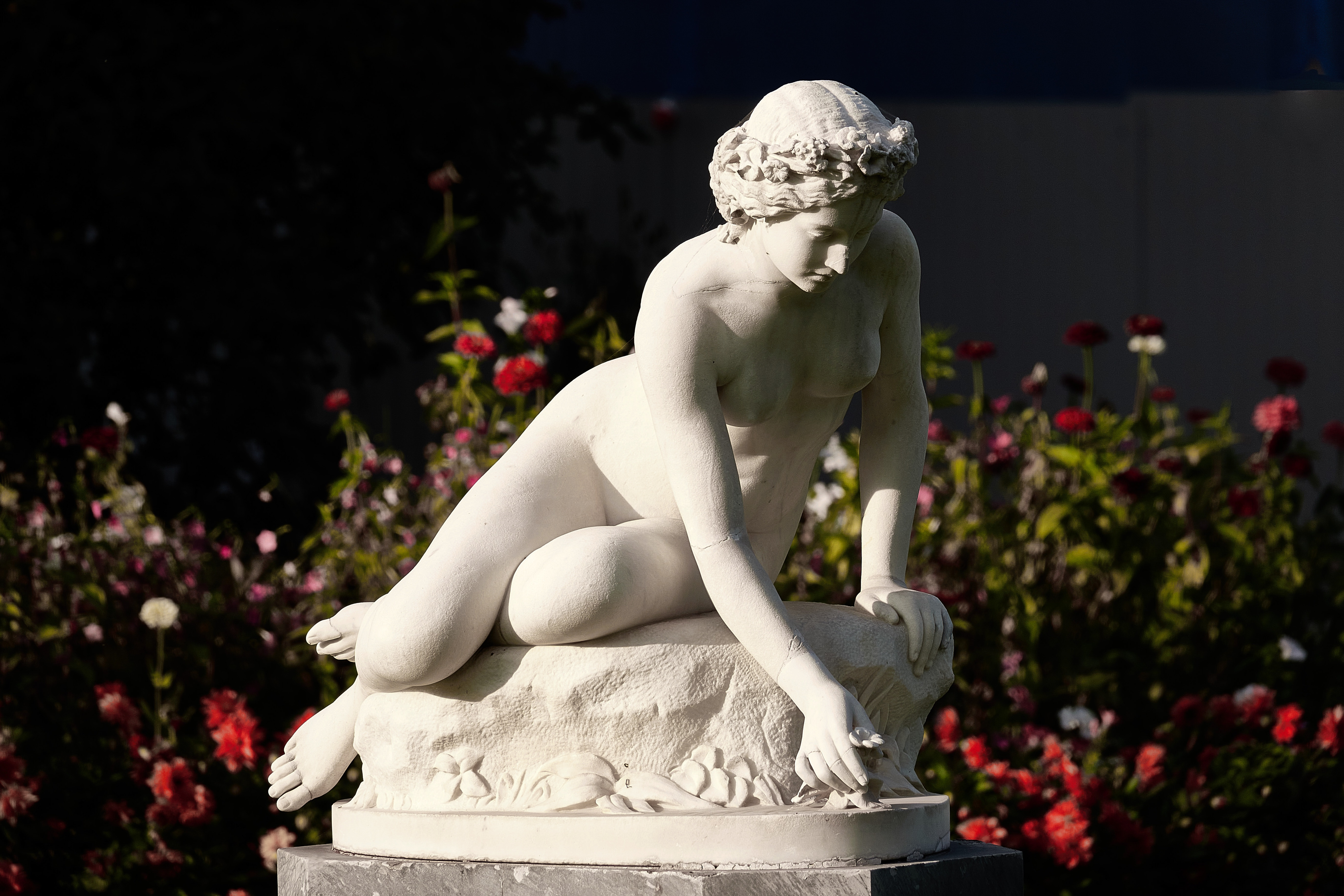
Najade (1854–1862), Katharinenpalast-Park, Zarskoje Selo
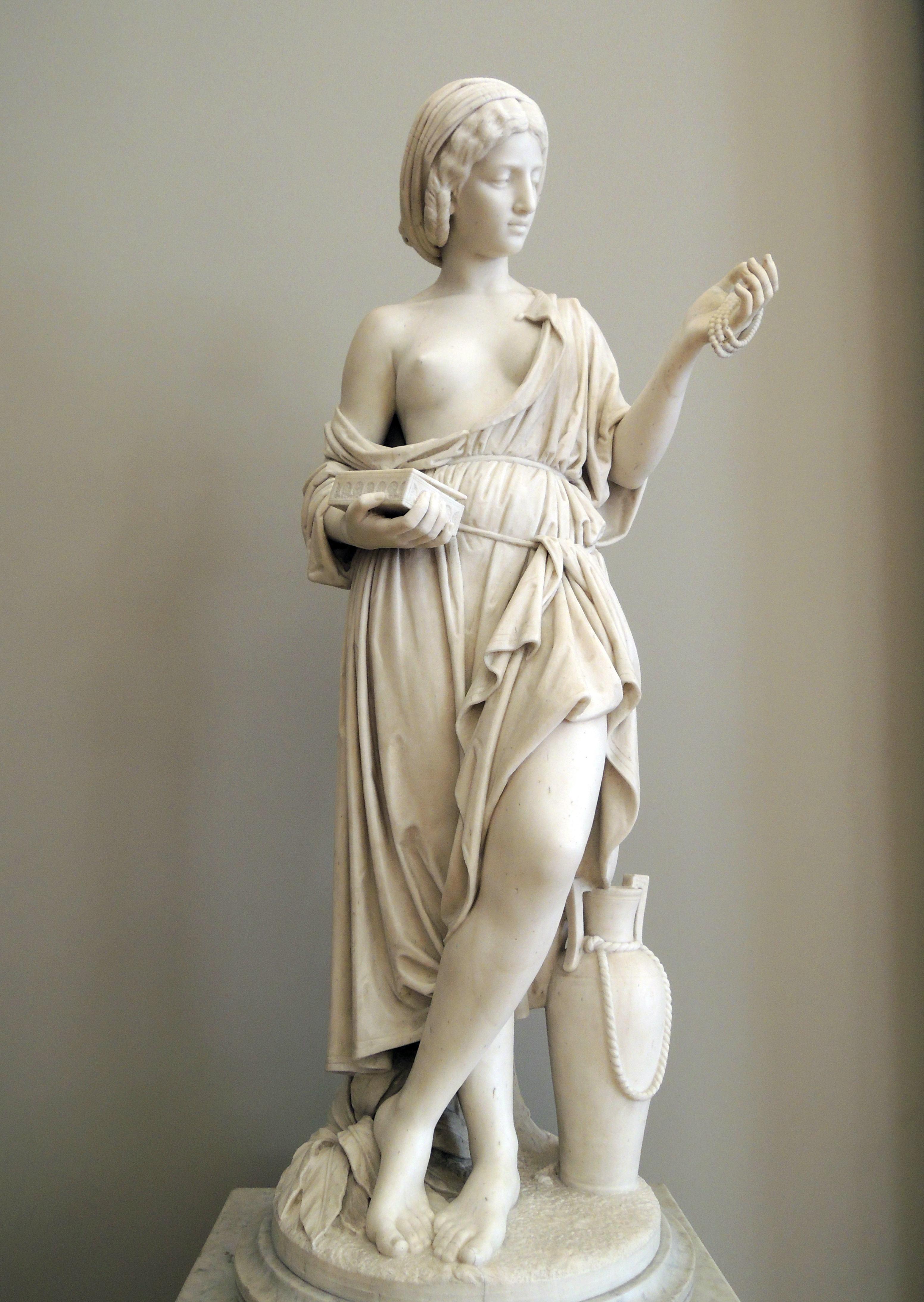
Rebekka (1863), Russisches Museum
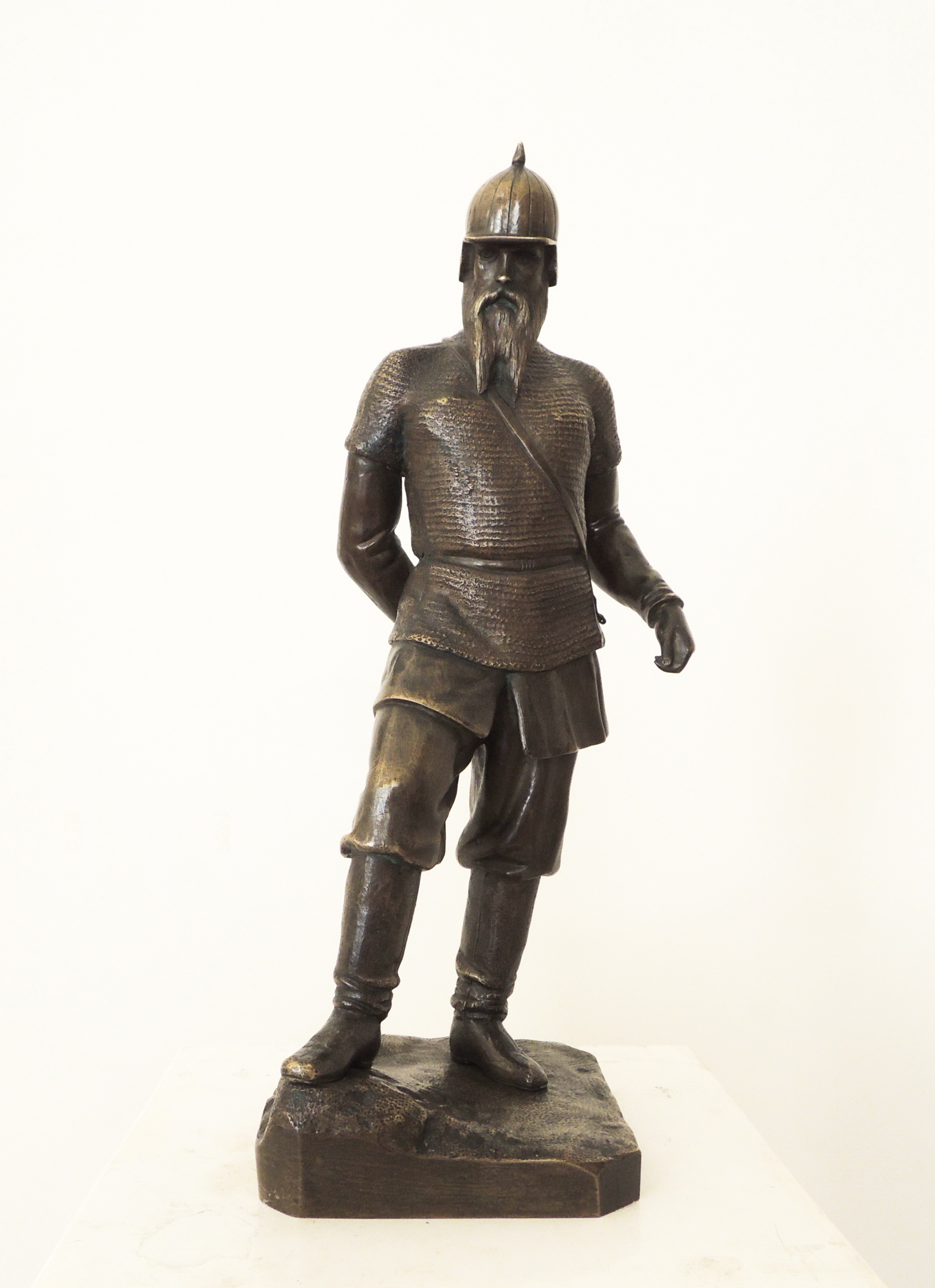
Jermak (1860er Jahre), Russisches Museum
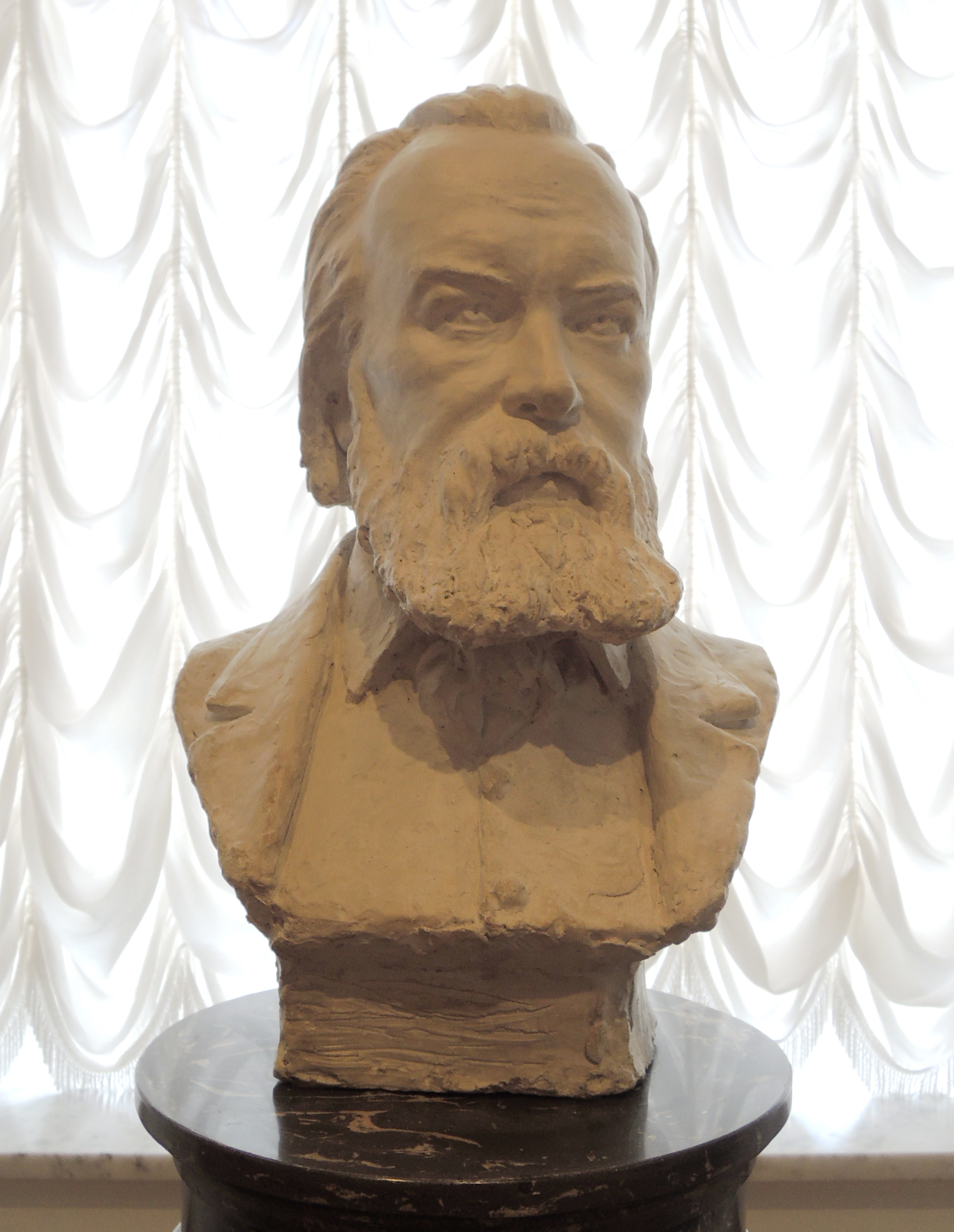
Alexander Herzen (etwa 1872), Russisches Museum
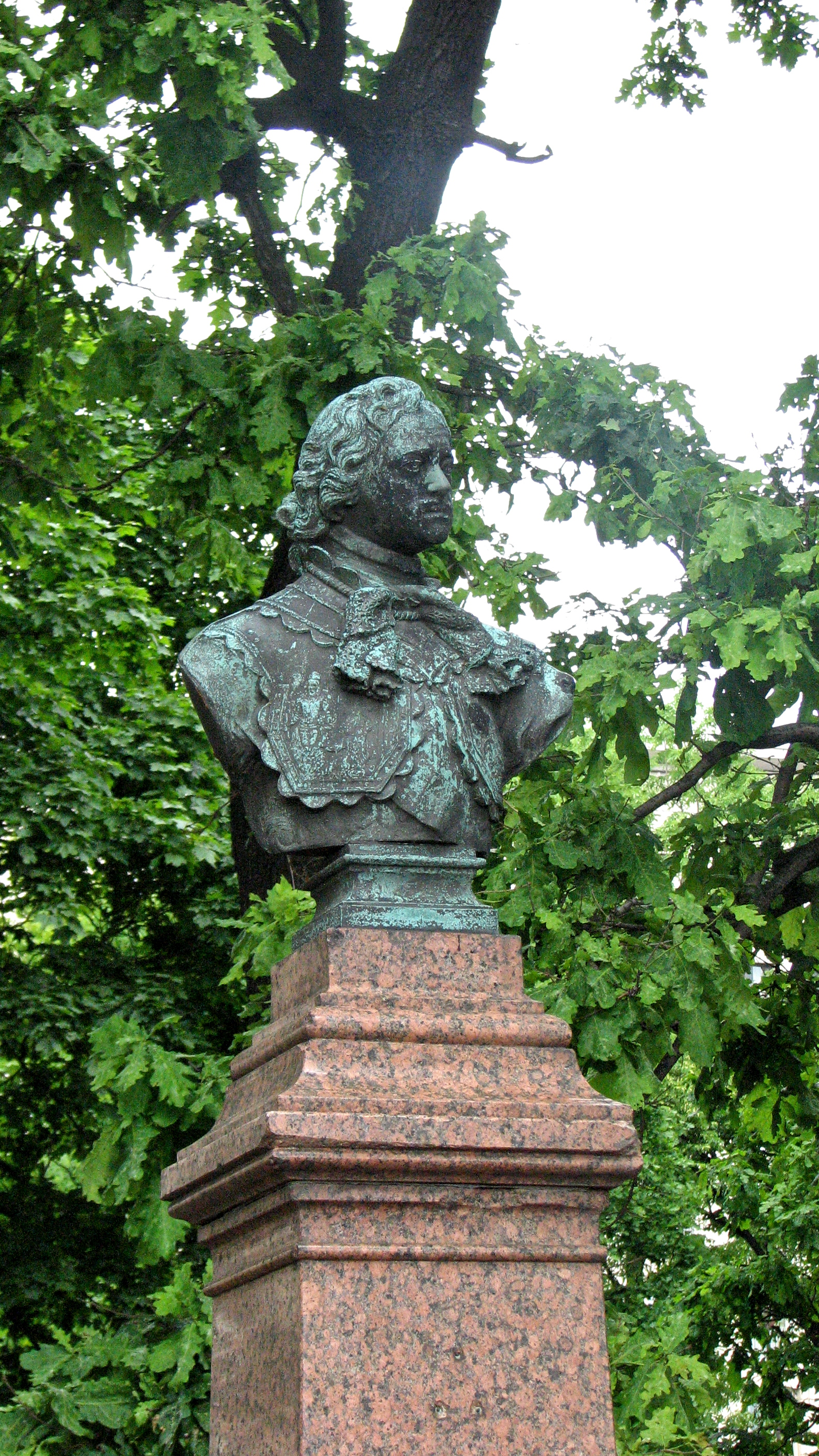
Peter I. (1875), Petrowskaja Nabereschnaja 6, St. Petersburg
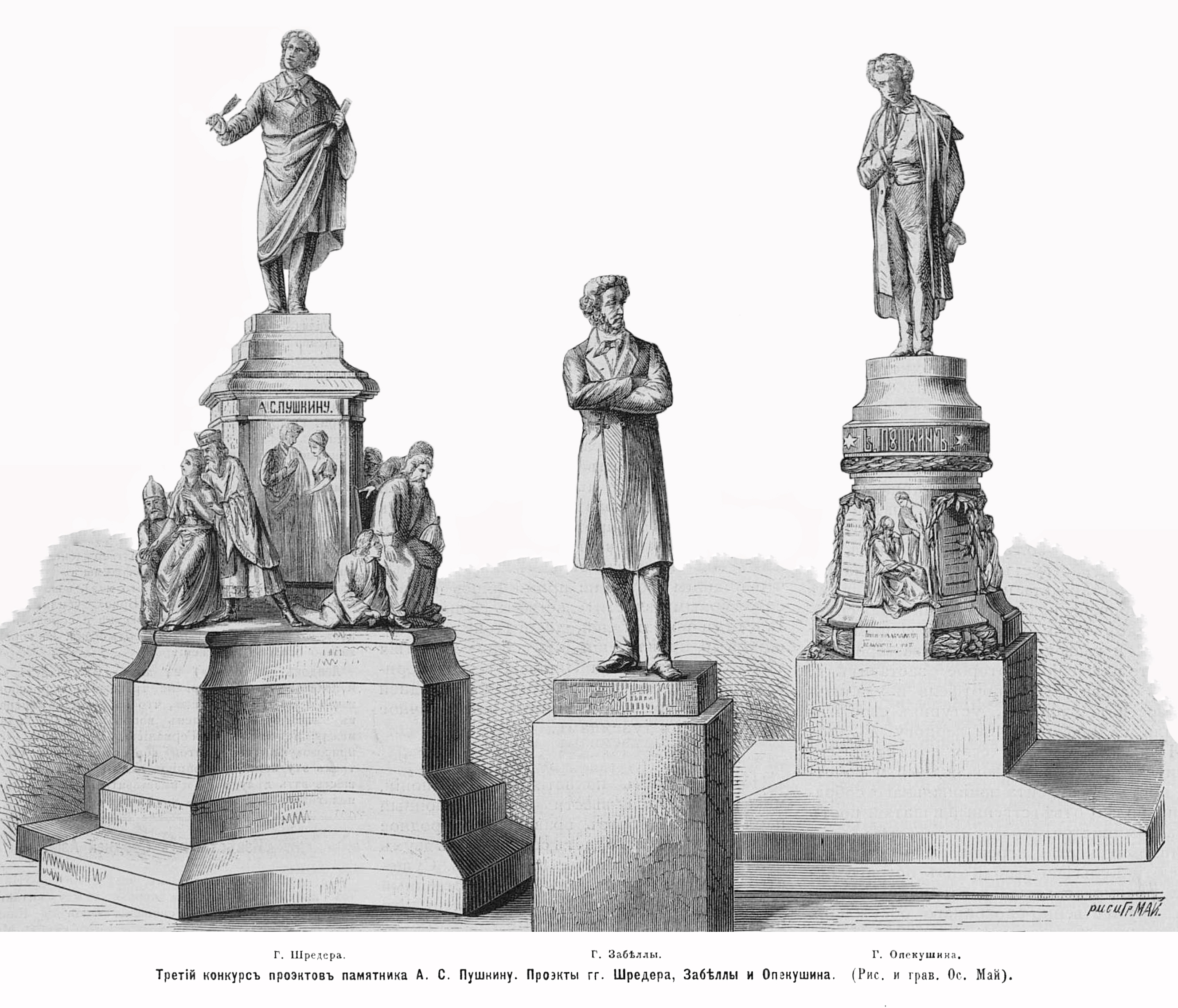
Entwürfe für ein Puschkin-Denkmal (1875)
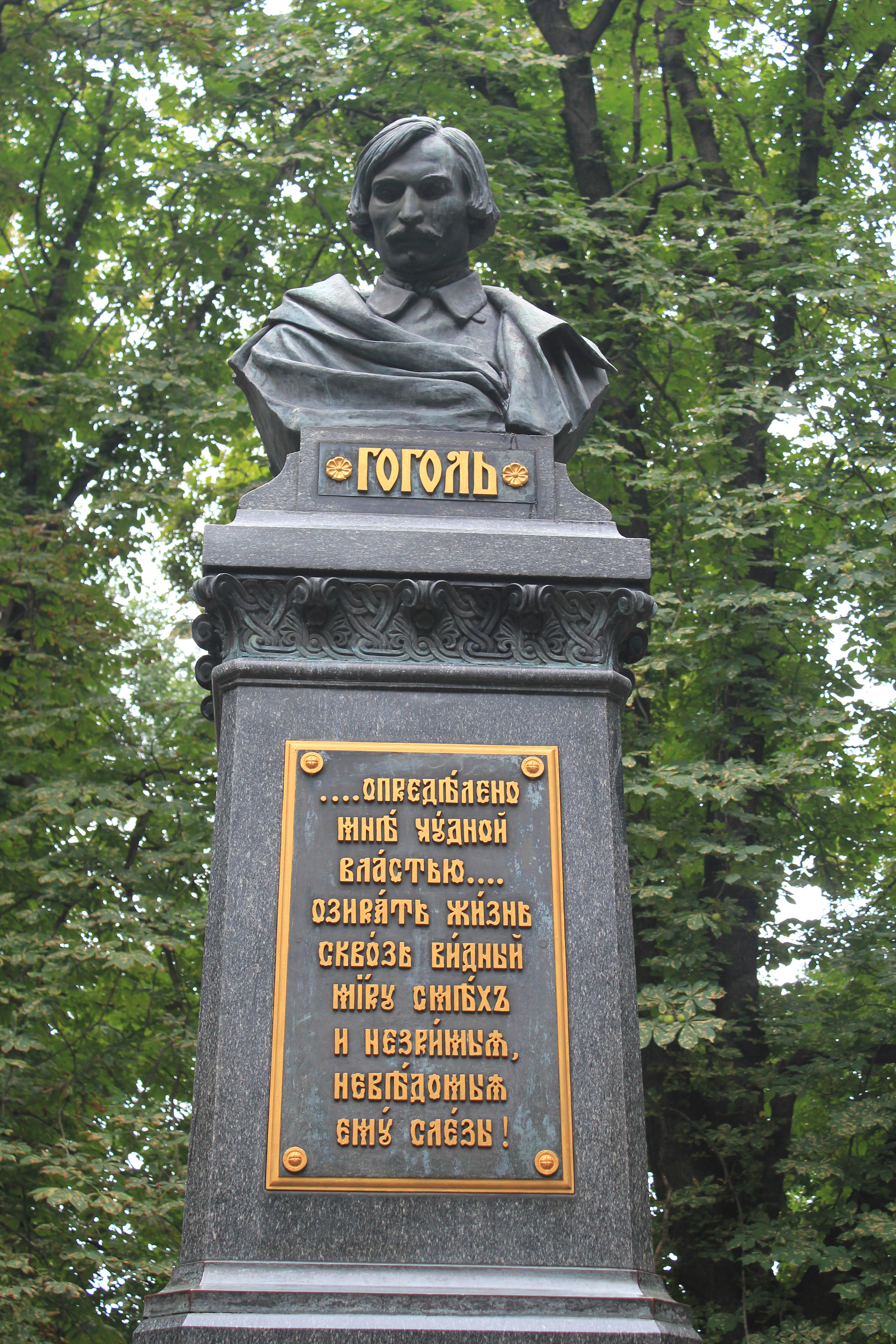
Nikolai Gogol (1881), Nischyn
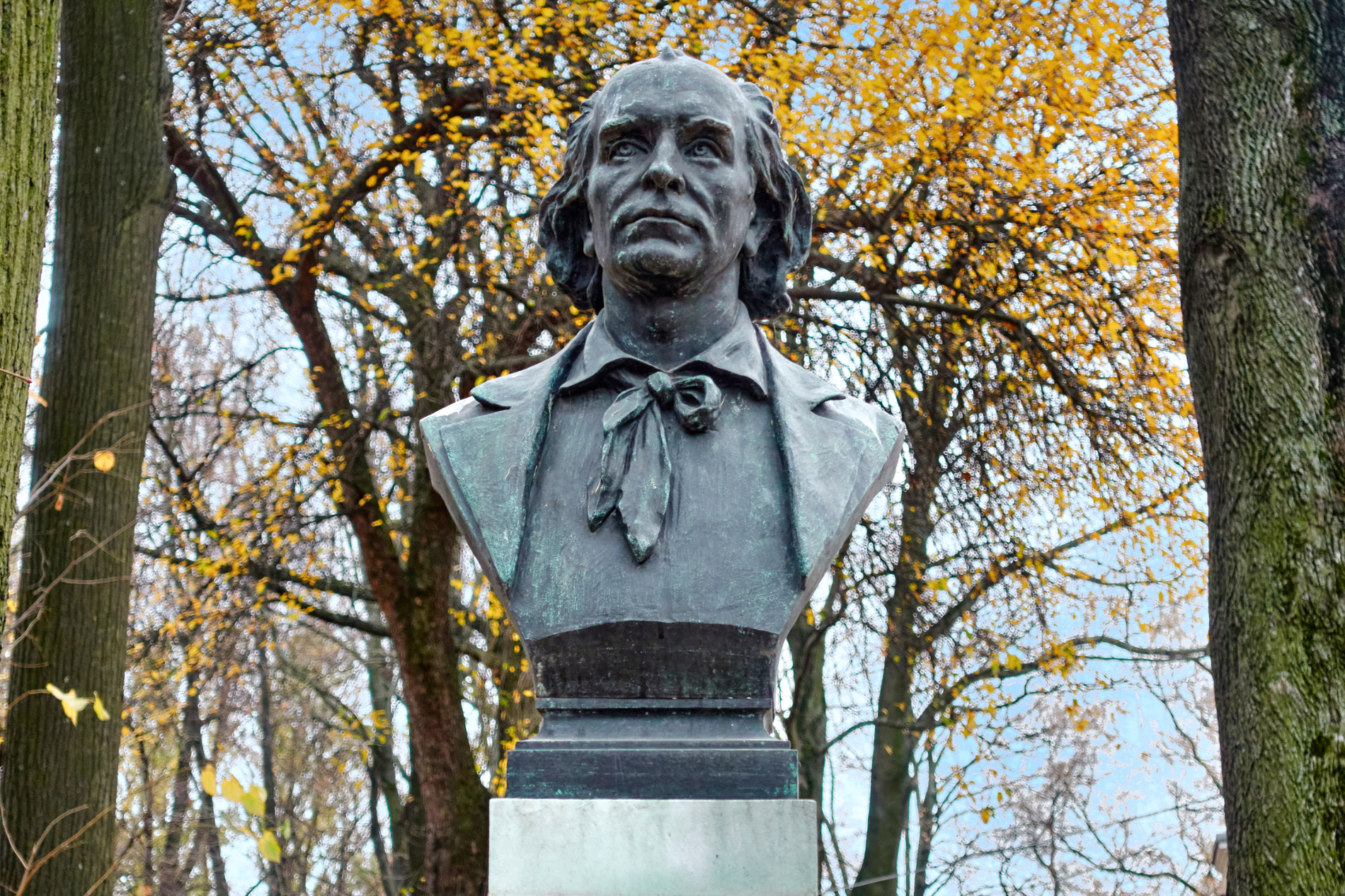
Alexander Serow (1881), Tichwiner Friedhof am Alexander-Newski-Kloster, Sankt Petersburg
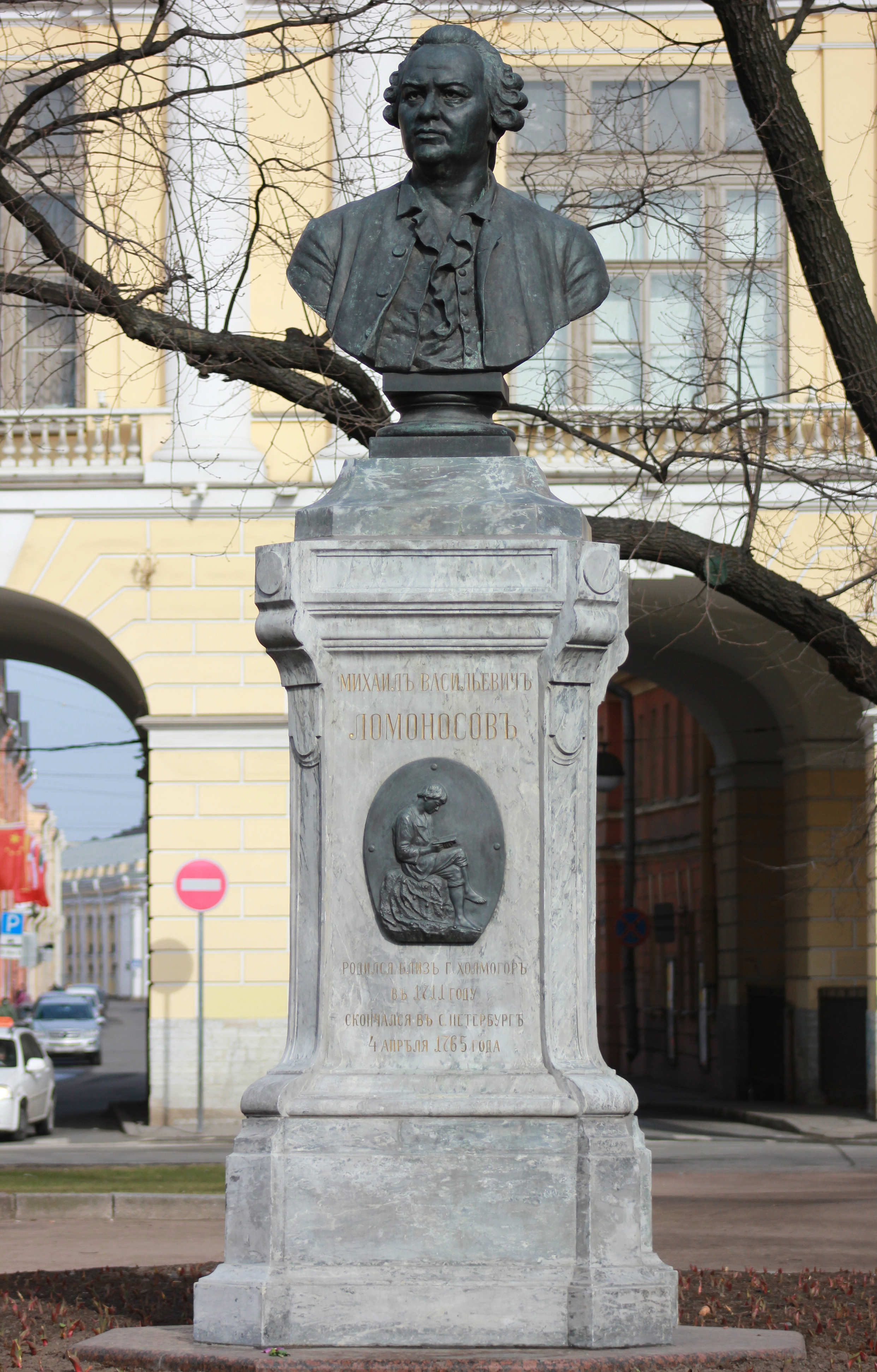
Michail Lomonossow (1892), Lomonossow-Platz, St. Petersburg